# Nguyễn Thị Hồng Hạnh
Nguyễn Thị Hồng Hạnh – wietnamska zapaśniczka walcząca w stylu wolnym. Złota medalistka igrzysk Azji Południowo-Wschodniej w 2003 roku.